# Ramularia ludoviciana
Ramularia ludoviciana är en svampart som beskrevs av Minter, B.L. Brady & R.A. Hall 1983. Ramularia ludoviciana ingår i släktet Ramularia och familjen Mycosphaerellaceae.   Inga underarter finns listade i Catalogue of Life.